# Los Grandes
A Los Grandes, também referida como LØS, é uma organização brasileira de esportes eletrônicos fundada em 2018 pelo streamer e ex-jogador de Free Fire, Rodrigo "El Gato" Fernandes. Considerada como uma das maiores equipes de esportes eletrônicos e por alguns como a maior equipe de Free Fire emulador. Atualmente, a Los Grandes possui equipes de Free Fire, Counter-Strike 2, League of Legends e Rainbow Six Siege.
Revelou grandes nomes de jogadores no cenário atual, como: Mito e Leozin. Tendo como ídolos e grandes jogadores que passaram no time Two9, Ghost, Black, Apelapato, Mito, Leozin.

## História
A LØS foi criada como uma guilda (grupo de jogadores que se reunem para jogar juntos) dentro do Free Fire pelo streamer Rodrigo "El Gato" Fernandes. A organização só foi se profissionalizar em 2019, com a entrada na Free Fire Pro League (atualmente Liga Brasileira de Free Fire).
Em julho de 2021, a LØS anunciou como sócio o empresário Rodrigo Terron, listado na Forbes Under 30 de 2021. Em 30 de setembro de 2022, a Los Grandes comprou outra organização de esportes eletrônicos, a Team oNe, com o objetivo de fundir as duas empresas, trazendo seu CEO Alexandre "kakavel" Peres como um terceiro sócio. Somadas, as duas empresas chegaram a R$ 134 milhões e anunciaram que iriam criar uma nova marca com um novo nome e logotipo. Até o momento, eles utilizam o nome provisório Los + oNe para representar as duas empresas.
Em 2022, a LØS comprou a vaga da Simplicity, gestora do Flamengo Esports, para disputar a Segunda Etapa do Campeonato Brasileiro de League of Legends. A equipe de League of Legends permaneceu com o nome de Flamengo Los Grandes até o fim do ano, quando passaram a se chamar somente Los Grandes.
Em 2023 a organização passa por uma grande mudança visual, passando a se chamar apenas LØS, deixando Los grandes de lado.

## Divisões atuais

### Free Fire
A primeira modalidade da organização foi no Free Fire. A Los Grandes ficou de fora da primeira edição da Liga Brasileira de Free Fire (LBFF), então entraram com uma parceira com a Black Dragons pela Série A, enquanto tinham outro elenco disputando a Série C do campeonato. Na segunda edição da liga em 2020, a equipe não teve um resultado positivo, ficando em último colocado na fase de classificação, sendo a primeira equipe a ser rebaixada antes da finalização da classificatória. Logo após essa fase ruim, a organização não ficou de fora de nenhuma final da LBFF, tendo ficado em 4º lugar em sua melhor colocação.
Em 7 de dezembro de 2022, a Los Grandes declarou um prazo para que a Garena divulgasse informações sobre a 9ª edição da LBFF ou então decidiriam não permanecer no cenário do jogo, alegando ser "insustentável seguir sem nenhuma informação". Em 19 de dezembro, a Los Grandes se despediu de jogadores e técnico da divisão de Free Fire. A Los Grandes manteve sua equipe de torneios não-oficiais Dollars.

### Counter-Strike: Global Offensive
Em novembro de 2021, a organização entrou no competitivo de Counter-Strike: Global Offensive. Em agosto de 2022, a equipe falhou em se classificar para o RMR das Américas para disputarem o IEM Rio Major 2022. Em setembro, a Los Grandes comprou a equipe Team oNe, recebendo sua vaga no RMR das Américas, porém não conseguindo se classificarem para o Major, perdendo para a Imperial por 2–1.
A LOS tem uma nova equipe de Counter-Strike. Depois do desmantelamento do time anterior, a organização montou nova escalação para a temporada 2024. O elenco conta com Jhonatan "JOTA", emprestado pela Imperial, e Henrique "t9rnay" e Allan "history", ambos do Fluxo, além de Leonardo "leo_drk" e Paulo "short". O treinador é Jhonatan "jnt".

### League of Legends
A Los Grandes começou no League of Legends comprando a vaga do Flamengo Esports no meio da Segunda Etapa do CBLOL de 2022, com a equipe se chamando Flamengo Los Grandes até o fim da temporada, onde terminaram em oitavo lugar. Para a temporada de 2023, a equipe passou a se chamar somente Los Grandes e contratou dois jogadores estrangeiros com passagens na LEC e na LCK, os coreanos Kim "Lava" Tae-hoon e Shin "HiRit" Tae-min. Eles terminaram a primeira etapa em terceiro lugar, perdendo para a paiN Gaming por 3 a 2.